# Světlograd
Světlograd (rusky Светлогра́д) je město ve Stavropolském kraji v Ruské federaci. Při sčítání lidu v roce 2010 měl přes osmatřicet tisíc obyvatel. 

## Poloha a doprava
Světlograd leží na Severním Kavkaze na řece Kalausu, pravém přítoku Východního Manyče v povodí Donu. Od Stavropolu, správního střediska kraje, je vzdálen přibližně pětaosmdesát kilometrů severovýchodně.
Město má nádraží na trati ze Stavropolu do Buďonnovska. Vede odtud také trať do Elisty. Provoz na obou tratích zajišťuje společnost Severokavkazská dráha.

## Dějiny
Obec byla založena roku 1750 pod jménem Petrovskoje (Петро́вское). V roce 1965 byla povýšena na město a přejmenována na současné jméno.